# Кузьмин (Молдова/ПМР)
Кузьмин (рос. Кузьмин; рум. Cuzmin) — село в Кам'янському районі в Молдові (Придністров'ї). Перша згадка про село датується 1650 роком. Адміністративний центр Кузьминської сільської ради. Населення становить 2 700 осіб.

## Населення
За даними перепису 2004 року в селі проживало 1044 особи, з яких 88,1 % складали українці, 8,3 % — молдовани, 2,9 % — росіяни, а 0,7 % — інші національності.

## Відомі люди
- Солтис Іван Сидорович — Герой Радянського Союзу.